# Inonotus albertinii
Inonotus albertinii är en svampart som först beskrevs av Lloyd, och fick sitt nu gällande namn av P.K. Buchanan & Ryvarden 1988. Inonotus albertinii ingår i släktet Inonotus och familjen Hymenochaetaceae.   Inga underarter finns listade i Catalogue of Life.